# Asplenium hallbergii
Asplenium hallbergii är en svartbräkenväxtart som beskrevs av John T. Mickel och Joseph M. Beitel.
Asplenium hallbergii ingår i släktet Asplenium och familjen Aspleniaceae. Inga underarter finns listade i Catalogue of Life.